# Útesy Coreca
Útesy Coreca je skupina skal v Itálii, která se nachází v Tyrhénském moři, v Kalábrii v obci Coreca.
Jedná se o skupinu deseti útesů: Capoto (největší z nich), Formica, Ginario, Longarino, Piccirillo, Tirolé (také známý jako Pirolé) a čtyři Scuagli da Funtana se rozkládají od nedaleké „La Tonnara“.
Capoto je s rozlohou 50 čtverečních metrů největší z nich. Užívá se především k potápění a fotografickým a kinematografickým amatérským účelům.
Během šedesátých, sedmdesátých a osmdesátých let bylo místo používáno radioamatéry a kameramany, a zároveň bylo základnou pro environmentální události, jako je LIPU, pro rozsáhlou námořní ornitologickou faunu, která zcela zmizela.
Administrativně patří do Amantea, italské obce provincie Cosenza.